# Pere Destorrent
Pere Destorrent (Barcelona, ~1415 - 19 de maig de 1462). Membre del Consell de Cent de Barcelona i membre del partit de la Busca.
Era germà de Jaume Destorrent i Casa-saja que l'any 1491 va ser Conseller en Cap imposat pel rei.
Va ocupar diversos càrrecs de responsabilitat, entre altres el de castellà de Castellvell (Castellví de Rosanes) i va arribar a ser Conseller en Cap el 1458 i 1460.
A la mort de Carles de Viana, va ser acusat de ser un dels caps de la conspiració per al retorn del rei Joan II, un complot suposadament orquestat per Pero d'Urrea arquebisbe de Tarragona. Junt amb ell varen ser empresonats el conseller segon Francesc Pallarès i Bernat Turró, Martí Solzina, Joan de Mitjavila i Jaume Perdigó.
Va ser jutjat per una comissió formada, entre d'altres, per Francesc Colom, ardiaca de la seu de Barcelona, condemnat a mort i executat escanyat el 19 de maig de 1462.